# Фаинга’а, Энтони
Энтони Фаинга’а (англ. Anthony Fainga'a, родился 2 февраля 1987 года в Куинбиане) — австралийский регбист, выступавший на позиции центра. Известен по играм за «Квинсленд Редс» и «Кинтэцу Лайнерс». Карьеру завершил в 2019 году из-за многочисленных сотрясений мозга.

## Семья
Энтони Фаинга’а родился 2 февраля 1987 года в городе Куинбиан (Новый Южный Уэльс). Он родом из регбийной семьи смешанного тонганского и австралийского аборигенского происхождения: у него есть брат-близнец Сайя, а также младшие братья Вили и Колби. Супруга — Стефани, дочери Джиа и Малайя. Отец, Сайя Фаинга’а-старший, умер в 2017 году от последствий укуса москита на той же неделе, на которой родилась Малайя. Проживает с семьёй в Брисбене, работает агентом в сфере страхования облигаций и имущества.

## Игровая карьера
Начинал занятия спортом с 5 лет, играя в регбилиг в школе клуба «Куинбиан Кангаруз». Учился в колледже Святого Эдмунда в Канберре, выступал за команду колледжа в возрасте 15 лет. В 2004 году был вице-капитаном школьной сборной Австралии, провёл 3 игры. В 2006 году был вице-капитаном сборной Австралии, выигравшей чемпионат мира среди игроков не старше 19 лет: в финале австралийцы переиграли Новую Зеландию благодаря дроп-голу, забитому в компенсированное время, а Энтони был номинирован на приз лучшему игроку до 19 лет 2006 года по версии Международного совета регби. В том же году он играл за сборную до 21 года.
Дебютную игру в Супер 14 Фаинга’а провёл в 2007 году против «Блю Буллз» после восстановления от перелома сустава Лисфранка на левой ноге, а затем сыграл ещё два матча против «Стормерз» и «Шаркс». В 2007 году Фаинга’а был вызван в сборную Австралии по регби-7 на заключительные этапы Мировой серии 2006/2007 в Лондоне и Эдинбурге. В том же году сыграл 8 матчей в Национальном регбийном чемпионате за «Канберра Вайкингс». В 2008 году со своим братом-близнецом Сайей перешёл в «Квинсленд Редс», с которым совершил турне по Франции и Ирландии в конце года, а в 2009 году дебютировал в Супер Регби. В начале 2010 года занял место в основном составе на позиции инсайд-центра (внутреннего центрового).
В 2010 году Фаинга’а провёл свой дебютный матч за австралийскую сборную против «Олл Блэкс» в Мельбурне. В 2011 году он сыграл 16 матчей за «Редс» в Супер Регби и стал чемпионом: его команда в полуфинале прошла «Блюз», а в финале — «Крусейдерс». В том же году он был включён в заявку сборной Австралии на чемпионат мира в Новой Зеландии со своим братом Сайей: австралийцы стали бронзовыми призёрами. По ходу игры против США Энтони получил болезненный удар по голове, из-за чего потерял сознание на минуту и был унесён с поля. В 2013 году он сыграл 23-й, последний матч за сборную Австралии. За команду «Редс» он играл до 2016 года, прежде чем уехать в Японию выступать за «Кинтэцу Лайнерс».
За свою карьеру Энтони Фаинга’а перенёс, по собственным словам, не менее 50 травм головы, в 10 случаях из которых терял сознание. В 2016 году из-за нескольких ударов по голове, полученных по ходу игр за «Редс» (в том числе в игре против «Крусейдерс»), Энтони с большим трудом пришёл на свадьбу брата Сайи (игрока поддерживал кто-то из гостей) и почти ничего не мог потом вспомнить из событий: он помнил лишь то, что подавал кольца невесте. В 2019 году он завершил окончательно карьеру игрока по настоятельной рекомендации врачей, заявив журналистам: «Ещё один удар по голове — и я превращусь в овощ, который неспособен играть со своими детьми».
5 марта 2020 года Фаинга’а заявил о том, что после его смерти его мозг будет передан учёным для исследования таких заболеваний, как хроническая травматическая энцефалопатия и болезнь Альцгеймера, которые достаточно часто возникают у регбистов и игроков в австралийский футбол, получающих многочисленные удары по голове и испытывающих сотрясения мозга. Игрок выразил надежду, что своим поступком поможет в будущем «хотя бы одному человеку».

## Стиль игры
Фаинга’а был энергичным защитником, смело шедшим в захваты за ноги, прекрасно игравшим ногами и отлично пробивавшим реализации и штрафные. Оборотной стороной его стремления идти в захваты были многочисленные травмы головы, которые привели к досрочному уходу из регби.